# Roseller Lim
Roseller Lim (Bayan ng Roseller Lim) är en kommun i Filippinerna. Kommunen ligger på ön Mindanao, och tillhör provinsen Zamboanga Sibugay. Folkmängden uppgår till 34 152 invånare.

## Barangayer
Roseller Lim är indelat i 26 barangayer.
| - Ali Alsree - Balansag - Calula - Casacon - Don Perfecto - Gango - Katipunan - Kulambugan - Mabini - Magsaysay - Malubal - New Antique - New Sagay | - Palmera - Pres. Roxas - Remedios - San Antonio - San Fernandino - San Jose - Santo Rosario - Siawang - Silingan - Surabay - Taruc - Tilasan - Tupilac |